# Балясников Володимир Матвійович
Володимир Матвійович Балясников (*17 травня 1959, м. Нижній Тагіл Свердловської області) — заслужений тренер України, заслужений працівник фізичної культури і спорту України.
Народився 17 травня 1959 року в м. Нижній Тагіл Свердловської області. У 1966 році переїхав з батьками до м. Біла Церква.

## Освіта
- 1966 — пішов до 1 класу ЗОШ № 7 у Білій Церкві, яку закінчив у 1976 році. Під час навчання в школі займався легкою атлетикою. Неодноразово ставав переможцем Першостей України серед школярів, входив до складу збірної команди школярів України.
- 1976 — вступив до ТУ-4 і в 1977 році закінчив його з відзнакою за фахом «Електромонтажник по силових мережах».
- 1977 — вступив до Черкаського державного педагогічного інституту і в 1981 році закінчив його за фахом «Вчитель фізичного виховання».

## Кар'єра
У 1981 році за направленням почав працювати в Білоцерківській ДЮСШ-2 на посаді тренера з легкої атлетики. 1 листопада 1981 року був призваний до лав Радянської Армії і демобілізувався в 1983 році. З цього ж року продовжив працювати в Білоцерківській ДЮСШ-2.
З 1992 по 1995 рік працював старшим тренером Київської області з легкої атлетики.
Брав активну участь у суддівстві змагань з легкої атлетики різного рівня: від Першості міста до Спартакіади народів СРСР. У 1994 році йому було присвоєно звання «Національний суддя по спорту».
З 1996 року працює в Київському обласному ліцеї-інтернаті фізичної культури і спорту, спочатку заступником директора з навчально-спортивної роботи, а зараз директором.
За час роботи тренером з легкої атлетики підготував: 2 члени збірної СРСР,6 членів збірної України, Чемпіонку Європи, Чемпіонку України,18 переможців Першостей України.
Найкращі вихованці:
- Балахонова Анжела — МСМК, член збірної України, дворазова Чемпіонка Європи, екс-рекордсменка світу, шестиразова рекордсменка Європи, переможець Кубку Європи;
- Терещук Людмила — член збірної СРСР і України, бронзовий призер ІІ юнацьких спортивних ігор СРСР, неодноразова переможниця Першостей України.

## Звання і відзнаки
- У 1989 році був нагороджений знаком «Відмінник народної освіти» за успіхи в роботі.
- У 1997 році присвоєно звання «Заслужений тренер України».
- У вересні 2008 року присвоєно почесне звання Заслужений працівник фізичної культури і спорту України

## Інше
У 1980 році одружився.